# NIFL Premiership (2025/2026)
Ten artykuł dotyczy trwającego lub niedawnego wydarzenia sportowego. Informacje w nim zamieszczone mogą się zmienić lub zdezaktualizować wraz z postępem zdarzenia. Początkowe doniesienia, wyniki lub statystyki mogą być niepewne. Ostatnie aktualizacje do tego artykułu mogą nie odzwierciedlać najbardziej aktualnych informacji.
NIFL Premiership 2025/2026 (ze względów sponsorskich zwana Sports Direct Premiership) – 125. edycja najwyższej klasy rozgrywkowej piłki nożnej w Irlandii Północnej.
Bierze w niej udział 12 drużyn, które w okresie od 8 sierpnia 2025 do 25 kwietnia 2026 rozegrają 38 kolejek meczów.
Sezon zakończy baraż o miejsce w następnym sezonie w NIFL Premiership oraz miejsce w Lidze Konferencji UEFA.
Obrońcą tytułu jest drużyna Linfield.

## Drużyny
| Uczestnicy poprzedniej edycji | Uczestnicy poprzedniej edycji | Uczestnicy poprzedniej edycji | Uczestnicy poprzedniej edycji |
| --- | ----------------------------- | ----------------------------- | ----------------------------- |
| LIN | Linfield F.C.                 | Belfast                       | 1                             |
| LAR | Larne F.C.                    | Larne                         | 2                             |
| GLB | Glentoran F.C.                | Belfast                       | 3                             |
| DSW | Dungannon Swifts F.C.         | Dungannon                     | 4                             |
| COL | Coleraine F.C.                | Coleraine                     | 5                             |
| CRS | Crusaders F.C.                | Belfast                       | 6                             |
| CLI | Cliftonville F.C.             | Belfast                       | 7                             |
| PDN | Portadown F.C.                | Portadown                     | 8                             |
| BAL | Ballymena United F.C.         | Ballymena                     | 9                             |
| GLL | Glenavon F.C.                 | Lurgan                        | 10                            |
| po barażach |                               |                               |                               |
| CKR | Carrick Rangers F.C.          | Carrickfergus                 | 11                            |
| Awans z NIFL Championship |                               |                               |                               |
| BAN | Bangor                        | Bangor                        | 1                             |
| Oznaczenia: - kolumna pierwsza – skróty nazw drużyn, - kolumna trzecia – siedziba klubu, - kolumna czwarta – miejsce zajęte w poprzednim sezonie. |                               |                               |                               |

## Faza zasadnicza

### Tabela
| Lp. | Drużyna          | M | Z | R | P | B+ | B– | +/– | Pkt | Kwalifikacja      |
| --- | ---------------- | - | - | - | - | -- | -- | --- | --- | ----------------- |
| 1   | Glentoran        | 3 | 3 | 0 | 0 | 4  | 0  | +4  | 9   | grupa mistrzowska |
| 2   | Coleraine        | 3 | 2 | 1 | 0 | 3  | 0  | +3  | 7   | grupa mistrzowska |
| 3   | Ballymena United | 2 | 2 | 0 | 0 | 4  | 0  | +4  | 6   | grupa mistrzowska |
| 4   | Carrick Rangers  | 2 | 2 | 0 | 0 | 5  | 3  | +2  | 6   | grupa mistrzowska |
| 5   | Linfield         | 1 | 1 | 0 | 0 | 3  | 0  | +3  | 3   | grupa mistrzowska |
| 6   | Crusaders        | 2 | 1 | 0 | 1 | 6  | 5  | +1  | 3   | grupa mistrzowska |
| 7   | Portadown        | 3 | 1 | 0 | 2 | 4  | 4  | 0   | 3   | grupa spadkowa    |
| 8   | Bangor           | 3 | 1 | 0 | 2 | 4  | 5  | −1  | 3   | grupa spadkowa    |
| 9   | Cliftonville     | 3 | 0 | 2 | 1 | 2  | 4  | −2  | 2   | grupa spadkowa    |
| 10  | Larne            | 2 | 0 | 1 | 1 | 1  | 2  | −1  | 1   | grupa spadkowa    |
| 11  | Glenavon         | 3 | 0 | 0 | 3 | 0  | 5  | −5  | 0   | grupa spadkowa    |
| 12  | Dungannon Swifts | 3 | 0 | 0 | 3 | 1  | 9  | −8  | 0   | grupa spadkowa    |

### Wyniki
| Gospodarz \ Gość | BAN | BYM | CRK | CLF | COL | CRU | DUN | GLA | GLT | LAR | LIN | POR | BAN | BYM | CRK | CLF | COL | CRU | DUN | GLA | GLT | LAR | LIN | POR |
| ---------------- | --- | --- | --- | --- | --- | --- | --- | --- | --- | --- | --- | --- | --- | --- | --- | --- | --- | --- | --- | --- | --- | --- | --- | --- |
| Bangor           |     |     |     | 3–1 |     | 1–3 |     |     |     |     |     |     |     |     |     |     |     |     |     |     |     |     |     |     |
| Ballymena United |     |     |     |     |     |     |     |     |     |     |     |     |     |     |     |     |     |     |     |     |     |     |     |     |
| Carrick Rangers  |     |     |     |     |     |     |     | 1–0 |     |     |     |     |     |     |     |     |     |     |     |     |     |     |     |     |
| Cliftonville     |     |     |     |     | 0–0 |     |     |     |     | 1–1 |     |     |     |     |     |     |     |     |     |     |     |     |     |     |
| Coleraine        |     |     |     |     |     |     | 2–0 |     |     | 1–0 |     |     |     |     |     |     |     |     |     |     |     |     |     |     |
| Crusaders        |     |     | 3–4 |     |     |     |     |     |     |     |     |     |     |     |     |     |     |     |     |     |     |     |     |     |
| Dungannon Swifts |     |     |     |     |     |     |     |     |     |     |     | 1–4 |     |     |     |     |     |     |     |     |     |     |     |     |
| Glenavon         |     | 0–2 |     |     |     |     |     |     |     |     |     |     |     |     |     |     |     |     |     |     |     |     |     |     |
| Glentoran        | 1–0 |     |     |     |     |     |     | 2–0 |     |     |     |     |     |     |     |     |     |     |     |     |     |     |     |     |
| Larne            |     |     |     |     |     |     |     |     |     |     |     |     |     |     |     |     |     |     |     |     |     |     |     |     |
| Linfield         |     |     |     |     |     |     | 3–0 |     |     |     |     |     |     |     |     |     |     |     |     |     |     |     |     |     |
| Portadown        |     | 0–2 |     |     |     |     |     |     | 0–1 |     |     |     |     |     |     |     |     |     |     |     |     |     |     |     |

## Najlepsi strzelcy
| Bramki | Strzelcy      | Drużyna         |
| ------ | ------------- | --------------- |
| 4      | Fraser Bryden | Crusaders       |
| 3      | Daniel Gibson | Carrick Rangers |
| 3      | Kieran Offord | Linfield        |

Stan na 2025-08-19. Źródło: 

## Stadiony
| Bangor             |
| ------------------ |
| Bangor Fuels Arena |
|                    |

| Ballymena United |
| ---------------- |
| The Showgrounds  |
|                  |

| Carrick Rangers        |
| ---------------------- |
| Loughshore Hotel Arena |
|                        |

| Cliftonville |
| ------------ |
| Solitude     |
|              |

| Coleraine       |
| --------------- |
| The Showgrounds |
|                 |

| Crusaders |
| --------- |
| Seaview   |
|           |

| Dungannon Swifts |
| ---------------- |
| Stangmore Park   |
|                  |

| Glenavon        |
| --------------- |
| Mourneview Park |
|                 |

| Glentoran |
| --------- |
| The Oval  |
|           |

| Larne      |
| ---------- |
| Inver Park |
|            |

| Linfield     |
| ------------ |
| Windsor Park |
|              |

| Portadown     |
| ------------- |
| Shamrock Park |
|               |

Źródło: 